# Teletón 2023 (Perú)
La Teletón Perú de 2023, cuyo lema es Mostremos que podemos, es la trigésima edición de dicho evento solidario que se realiza en Perú desde 1981, buscando recaudar fondos para la rehabilitación infantil de niños con discapacidad motriz que se atienden en la Orden Hospitalaria San Juan de Dios del Perú. La actividad se realizó los días 8 y 9 de septiembre y tuvo como sede el teatro de Plaza Norte en Lima, siendo transmitida en redes sociales, con algunos fragmentos en las cadenas Latina, América, Panamericana, ATV y Global Televisión. La meta propuesta fue de S/ 12 553 005 y solamente recaudaron S/ 8 017 217, siendo la primera vez en la historia de la Teletón en el Perú que no se llegó a la meta propuesta.
| Meta        | S/ 12 553 005 |
| Recaudación | S/ 8 017 217  |

## Lanzamiento
El 11 de julio de 2023 se anunció la 30ª edición de la Teletón, programada para los días viernes 8 y sábado 9 de septiembre. La conferencia fue realizada en el Hotel Westin Libertador en San Isidro y conducida por Jaime "Choca" Mandros, Cristian Rivero y el hermano Isidro Vasquez Zamora. En la conferencia de prensa se comunicó que la teletón se declaró en emergencia por falta de recaudación, ya que en el 2020 no hubo evento y en el 2021 no se recaudo lo suficiente.
El 7 de agosto fue presentada oficialmente la Teletón 2023 en el Circuito Mágico del Agua en Lima, bajo la conducción de Ernesto Pimentel, Cristian Rivero, Mávila Huertas, Andrea Llosa y el hermano Isidro Vasquez Zamora. Fue anunciada la inauguración del primer Centro TEA para niños y niñas con autismo, que atenderá en promedio a 1300 consultas mensuales.
El 26 de julio se lanzó el himno de la teletón interpretado por la cantante peruana Milena Warthon y los cantantes colombianos Fanny Lu y Teo, compuesto por el compositor colombo argentino Santiago Deluchi. Para este año la meta fue de S/ 12 553 005.

## Gira Teletón
La gira del año 2023 pasó por las siguientes ciudades:
| Fecha | Ciudad   | Animadores            |
| ----- | -------- | --------------------- |
| 21/08 | Chincha  | Isidro Vásquez Zamora |
| 22/08 | Iquitos  | Andrés Hurtado        |
| 23/08 | Piura    | Andrés Hurtado        |
| 24/08 | Arequipa | Fernando Diaz         |
| 25/08 | Lima     | Cielo Torres          |

## Transmisión
La transmisión del evento se realizó en conjunto por todos los canales de televisión de señal abierta. Es la primera vez que se emitió interrumpidamente por los costos de producción y las plataformas de entretenimiento en internet.
| Canal | Canal                   | Grupo                       |
| ----- | ----------------------- | --------------------------- |
|       | Latina Televisión       | Grupo Enfoca                |
|       | América Televisión      | Grupo Plural TV             |
|       | Panamericana Televisión | Panamericana Televisión S.A |
|       | ATV                     | Grupo ATV                   |
|       | Global Televisión       | Grupo ATV                   |
|       | TV Perú                 | IRTP                        |

El primer canal de televisión en enlazarse fue TV Perú y America Televisión, sin embargo, TV Perú tuvo atrasada la transmisión.

## Conductores
| Conductor           | Canal |
| ------------------- | ----- |
| Ernesto Pimentel    |       |
| Fernando Díaz       |       |
| Laura Huarcayo      |       |
| Paco Bazán          |       |
| Andrés Hurtado      |       |
| Cristopher Gianotti |       |

## Teletón Digital
- Jesús Alzamora
- Daniela Darcourt
- Eddie Fleischman
- Carloncho
- Jesús Alzamora
- Zumba
- Anthony Choy
- Alexia Barnechea
- Thiago Vernal
- Fabiana Valcárcel
- Mariagracia Mora
- Damián y el Toyo

## Actuaciones
| Nombre     | Edad    | Descripción            | Estilo musical                          |
| ---------- | ------- | ---------------------- | --------------------------------------- |
| Fanny Lu   | 52 años | Estrella Internacional | Tropipop, Vallenato, Pop latino         |
| Mike Bahía | 42 años | Estrella Internacional | Pop latino, Reguetón, Bachata           |
| Greeicy    | 32 años | Estrella Internacional | Pop latino, Balada, Reguetón            |
| Lasso      | 37 años | Estrella Internacional | Pop, Pop-Rock, Balada romántica, Urbano |

## Recaudación

### Cómputos
| Hora  | Monto en Soles | % meta  | Monto en Dólares |
| ----- | -------------- | ------- | ---------------- |
| 23:31 | S/ 563 288     | 4.48 %  | US$ 152 240      |
| 00:43 | S/ 943 744     | 7.52 %  | US$ 255 066      |
| 01:18 | S/ 1 030 277   | 8.20 %  | US$ 278 453      |
| 01:48 | S/ 1 100 646   | 8.77 %  | US$ 297 472      |
| 10:21 | S/ 1 176 025   | 9.37 %  | US$ 317 845      |
| 13:08 | S/ 1 720 786   | 13.71 % | US$ 465 077      |
| 15:43 | S/ 2 013 114   | 16.04 % | US$ 544 085      |
| 18:09 | S/ 2 499 693   | 19.51 % | US$ 673 643      |
| 19:10 | S/ 3 715 851   | 29.60 % | US$ 1 003 606    |
| 19:58 | S/ 4 321 726   | 34.43 % | US$ 1 164 665    |
| 20:17 | S/ 5 854 453   | 46.64%  | US$ 1 582 285    |
| 21:58 | S/ 8 017 217   | 63.86%  | US$ 2 160 564    |

### Aportes de Empresas

#### Auspiciadores
| Empresa | Empresa   | Monto en Soles | Monto en Dólares |
| ------- | --------- | -------------- | ---------------- |
|         | BCP       | S/             | US$              |
|         | Plaza Vea | S/ 325 000     | US$ 87 584       |
|         | Promart   | S/ 325 000     | US$ 87 584       |
| Total   | Total     | S/             | US$              |

#### Empresas Privadas
| Empresa                       | Monto en Soles | Monto en Dólares | Rubro             |
| ----------------------------- | -------------- | ---------------- | ----------------- |
| Caja Huancayo (colaboradores) | S/ 26 620      | US$ 7 195        | Banco             |
| BCP (colaboradores)           | S/ 200 000     | US$ 54 054       | Banco             |
| Clínica La Luz                | S/60 000       | US$16 169        | Clínica           |
| Repsol                        | S/ 200 000     | US$ 54 054       | Gasolineras       |
| Caja Piura                    | S/ 20 630      | US$              | Banco             |
| San Jorge                     | S/ 70 000      | US$ 18 91        | Galletas y Fideos |
| Corporación EW                | S/ 450 000     | US$ 121 622      | Múltiples rubros  |
| Total                         | S/             | US$              |                   |